# Estienne Roger

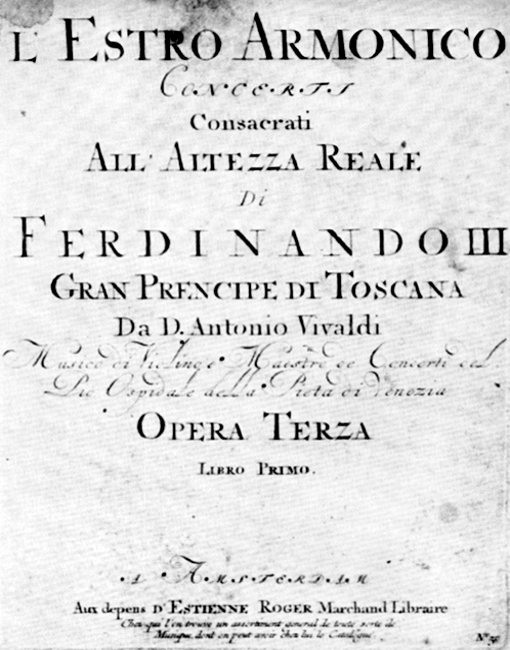
L'estro armonico di Antonio Vivaldi, stampato da Roger ad Amsterdam nel 1711.

Estienne Roger (Caen, 1665 o 1666 – Amsterdam, 7 luglio 1722) è stato un editore e tipografo francese, attivo principalmente nei Paesi Bassi.

## Biografia
Discendeva da una famiglia di ugonotti, che dovette lasciare la Normandia nel 1685, dopo la revoca dell'editto di Nantes nel 1685 da parte di Luigi XIV. La famiglia si rifugiò quindi ad Amsterdam, dove Roger intraprese il mestiere di tipografo. Nel 1691 sposò Marie-Suzanne de Magneville (ca. 1670 - 1712) e, dopo un periodo di apprendistato tra il 1691 e il 1695, iniziò a lavorare dapprima nella ditta del suo stesso maestro, Jean-Louis de Lorme, ma negli anni seguenti iniziò a pubblicare libri sotto il suo nome.
Il fulcro del suo lavoro editoriale furono i libri di storia, di grammatica, di lessico e soprattutto la stampa di composizioni musicali. Tra il 1698 e il 1732 pubblicò oltre 500 spartiti, fra i quali lavori di Albicastro, Albinoni, Bassani, Caldara, Corelli, Pepusch,  Scarlatti, Somis, Torelli, Veracini e Vivaldi. Una parte delle opere di questi musicisti era già stata precedentemente pubblicata (ad es. da Giuseppe Sala a Venezia o da Ballard a Parigi) e quindi Roger si limitò solamente a ristampare: all'epoca non esisteva il diritto d'autore e anch'egli dovette tollerare la ristampa non autorizzata di sue pubblicazioni (ad esempio da parte di Pierre Mortier ad Amsterdam o di John Walsh a Londra).
La meticolosità editoriale e la buona organizzazione di Roger furono apprezzate in tutta Europa. Compositori come Vivaldi e Albinoni, i cui lavori erano stati inizialmente pubblicati in patria, vennero a conoscenza della qualità superiore della tipografia di Roger e dal 1710 circa si rivolsero a lui per le loro nuove raccolte. Egli poteva contare per la distribuzione delle sue stampe su varie rappresentanze commerciali a Rotterdam, Bruxelles, Liegi, Parigi, Colonia, Lipsia, Halle, Berlino, Amburgo e Londra. Oltre alla "musica seria", come si direbbe oggi, egli pubblicò diversa musica popolare, come i volumi di Oude en Nieuwe Hollantse Boerenlietjes en Contradansen (Vecchie e nuove canzoni contadine e contraddanze olandesi), dati alle stampe tra il 1700 e il 1716.
Nel 1716 sua figlia Françoise (1694-1723) sposò il tipografo Michel-Charles Le Cène, il quale negli anni seguenti non collaborò a nessuna pubblicazione musicale fino a che non ricevette in gestione la stamperia di Roger. Nello stesso anno Roger nominò la sua seconda figlia Jeanne (1701-1722) suo successore nella gestione della tipografia; nei sei anni seguenti, sino al 1722, tutti i libri furono stampati sotto il nome di costei. Jeanne Roger sopravvisse al padre per soli cinque mesi. Era infatti molto ammalata e dopo la sua morte prematura le subentrò il cognato Le Cène, il quale continuò l'attività di pubblicazione di spartiti fondata dal suocero.